# 波來古機場
波來古機場 （越语：Sân bay Pleiku）是一個位於越南西原，嘉萊省省會波來古市的國內及軍用機場。越南战争时期，机场为美国空军和越南共和国空軍重要的空军基地。

## 航線
- 越捷航空 （胡志明市，河内， 海防）
- 越南航空（胡志明市，河内，岘港）
- 捷星太平洋航空 (胡志明市，河内)